# Shonia tristigma
Shonia tristigma är en törelväxtart som först beskrevs av Ferdinand von Mueller, och fick sitt nu gällande namn av David A. Halford och Rodney John Francis Henderson. Shonia tristigma ingår i släktet Shonia och familjen törelväxter.

## Underarter
Arten delas in i följande underarter:
- S. t. borealis
- S. t. parvifolia
- S. t. tristigma